# Calliostoma legrandi
Calliostoma legrandi là một loài ốc biển nhỏ, là động vật thân mềm chân bụng sống ở biển thuộc họ Calliostomatidae.